# Forrester Research
Forrester Research est une entreprise américaine indépendante qui fournit à ses clients des études de marché sur l'impact des technologies dans le monde des affaires. Forrester Research possède dix-neuf implantations géographiques à travers le monde, dont huit centres de recherche. 